# Marti Webb
Marti Webb (Londen Cricklewood, 13 januari 1944) is een Engelse musicalzangeres.
Ze speelde in 1979 de rol van Eva Perón in de musical Evita. In 1980 trad ze op in Andrew Lloyd Webbers onewomanshow "Tell Me on a Sunday". Ook had ze dat jaar een grote internationale hit met het nummer "Take That Look off Your Face" dat afkomstig was uit de show en op de 54e plaats van de top 100 van dat jaar stond genoteerd. Ook kwam er een album uit met liedjes uit de show.
Midden jaren tachtig had ze een comeback toen ze ter nagedachtenis van een overleden jongen een televisieoptreden had met de Michael Jackson-titel "Ben". Ook verzorgde ze de titelmelodie "Always There" van de Engelse TV-Serie "Howards Way" samen met het Simon May Orchestra.
- Bibsys: 8022370
- Bibliothèque nationale de France: cb142382334 (data)
- Gemeinsame Normdatei: 13466387X
- International Standard Name Identifier: 0000 0000 5550 3466
- Library of Congress Control Number: n78044758
- MusicBrainz: 5f9fece1-7aca-4919-96b3-422b375f4cd7
- Nationale Bibliotheek van Israël: 987007506120405171
- Nederlandse Thesaurus van Auteursnamen: 074194828
- Virtual International Authority File: 16029310
- WorldCat: E39PBJqbpXr78wWy7PfXwV6xjC